# Медаль Маттеуччи
Медаль Маттеуччи (итал. Medaglia «Matteucci») — медаль, присуждаемая итальянской Академией сорока учёным-физикам (как итальянским, так и иностранным) за фундаментальный вклад в прогресс науки. Названа в честь учёного и политика Карло Маттеуччи. Королевским указом от 10 июля 1870 года было одобрено получение Итальянским научным обществом (старое название Академии сорока) пожертвования от Карло Маттеуччи для учреждения премии.
Медалью были награждены 33 лауреата Нобелевской премии.

## Лауреаты
- 1868 — Герман Гельмгольц
- 1875 — Анри Виктор Реньо
- 1876 — Уильям Томсон (лорд Кельвин)
- 1877 — Густав Кирхгоф
- 1878 — Густав Видеман
- 1879 — Вильгельм Вебер
- 1880 — Антонио Пачинотти
- 1881 — Эмилио Виллари
- 1882 — Аугусто Риги
- 1887 — Томас Алва Эдисон
- 1888 — Генрих Герц
- 1894 —  Джон Уильям Стретт (лорд Рэлей)
- 1895 — Генри Роуланд
- 1896 —  Вильгельм Рентген и  Филипп Ленард
- 1901 —  Гульельмо Маркони
- 1903 —  Альберт Абрахам Майкельсон
- 1904 —  Мария Склодовская-Кюри и  Пьер Кюри
- 1905 — Анри Пуанкаре
- 1906 — Джеймс Дьюар
- 1907 —  Уильям Рамзай
- 1908 — Антонио Гарбассо[итал.]
- 1909 — Орсо Марио Корбино[англ.]
- 1910 —  Хейке Камерлинг-Оннес
- 1911 —  Жан Батист Перрен
- 1912 —  Питер Зееман
- 1913 —  Эрнест Резерфорд
- 1914 —  Макс фон Лауэ
- 1915 —  Йоханнес Штарк
- 1915 —  Уильям Генри Брэгг и  Уильям Лоуренс Брэгг
- 1917 — Антонио Ло Сурдо[итал.]
- 1918 — Роберт Вильямс Вуд
- 1919 — Генри Мозли
- 1921 —  Альберт Эйнштейн
- 1923 —  Нильс Бор
- 1924 — Арнольд Зоммерфельд
- 1925 —  Роберт Милликен
- 1926 —  Энрико Ферми
- 1927 —  Эрвин Шрёдингер
- 1928 —  Чандрасекхара Венката Раман
- 1929 —  Вернер Гейзенберг
- 1930 —  Артур Холли Комптон
- 1931 — Франко Разетти[англ.]
- 1932 —  Фредерик Жолио-Кюри и  Ирен Жолио-Кюри
- 1956 —  Вольфганг Паули
- 1975 — Бруно Тушек
- 1978 —  Абдус Салам
- 1979 — Лучано Майани
- 1980 — Джанкарло Вик
- 1982 — Рудольф Пайерлс
- 1985 — Хендрик Казимир
- 1987 —  Пьер Жиль де Жен
- 1988 — Лев Борисович Окунь
- 1989 — Фримен Дайсон
- 1990 —  Джек Стейнбергер
- 1991 — Бруно Росси
- 1992 — Анатоль Абрагам
- 1993 — Джон Арчибальд Уилер
- 1994 —  Клод Коэн-Таннуджи
- 1995 —  Ли Чжэндао
- 1996 — Вольфганг Панофски
- 1998 — Орест Пиччони[англ.]
- 2001 —  Теодор Хенш
- 2002 — Никола Кабиббо
- 2003 — Мануэль Кардона[англ.]
- 2004 — Давид Рюэль
- 2005 — Джон Илиопулос
- 2006 — Джорджо Беллетини[итал.]
- 2016 — Адальберто Джадзотто[англ.]
- 2017 — Марко Тавани[нем.]
- 2018 — Джанлуиджи Фольи[вд]
- 2019 — Федерико Капассо
- 2020 — Массимо Ингушио[нем.]
- 2021 — Амос Маритан[вд]
- 2022 — Джоселин Белл

## Комментарии
1. ↑  По состоянию на конец 2019 года.